# Silvertjärnen (Jörns socken, Västerbotten, 723575-169453)
Silvertjärnen är en sjö i Skellefteå kommun i Västerbotten och ingår i Kågeälvens huvudavrinningsområde.